# Werner Sombart
Werner Sombart (Ermsleben, 19 gennaio 1863 – Berlino, 18 maggio 1941) è stato un economista e sociologo tedesco, capocorrente della nuova scuola storica tedesca e uno dei maggiori autori europei del primo quarto del XX secolo nel campo delle scienze sociali.

## L'inizio: il socialismo e l'economia

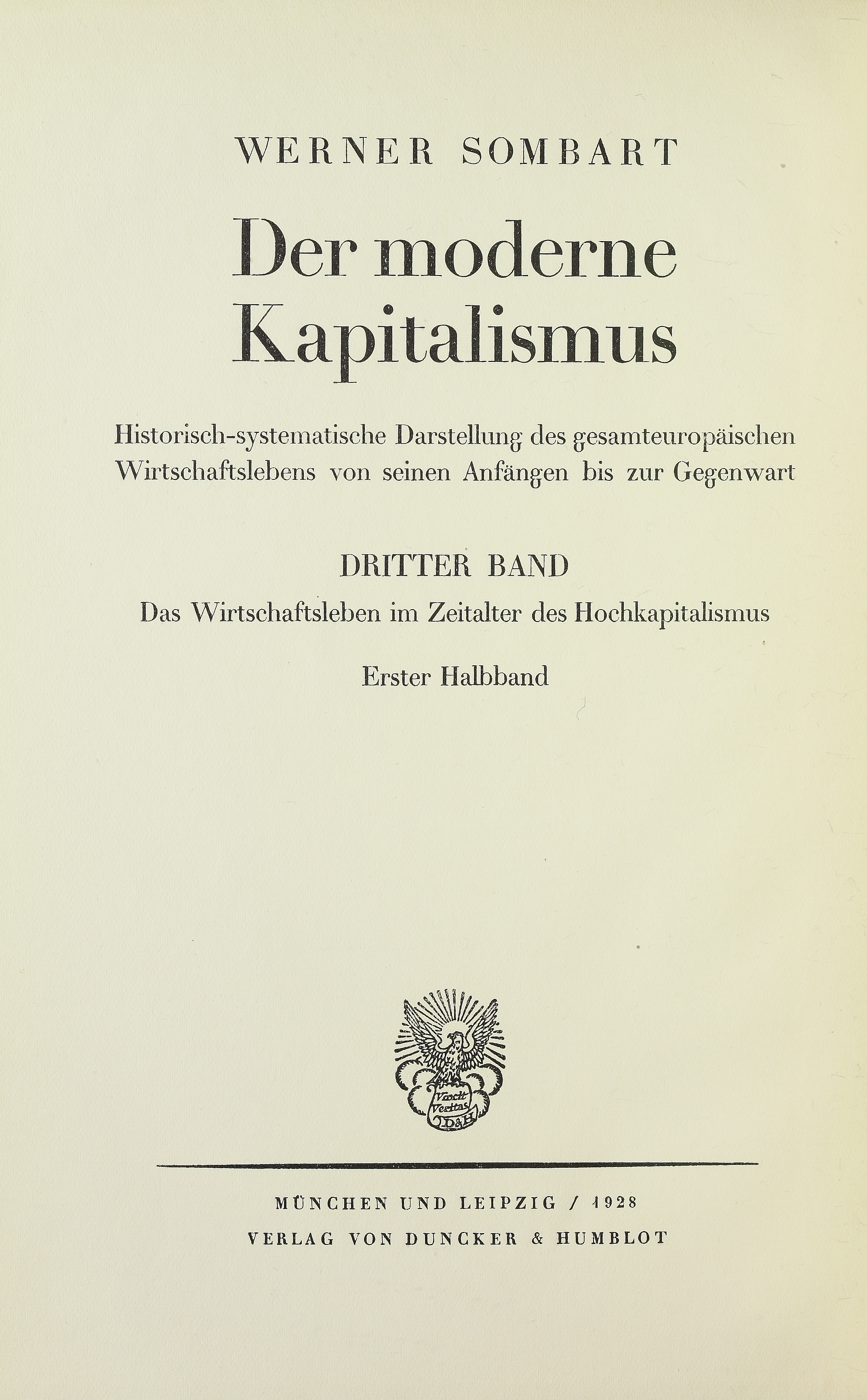
Wirtschaftsleben im Zeitalter des Hochkapitalismus, 1928

Nato in Germania, a Ermsleben, figlio di Anton Ludwig Sombart, un ricco industriale, proprietario terriero ed esponente politico liberale, studiò il diritto e l'economia alle università di Pisa, Berlino e Roma. Nel 1888 fu dottore di ricerca all'Università di Berlino sotto la guida di Gustav von Schmoller, il più eminente economista tedesco dell'epoca.
Come economista e soprattutto a causa dell'adesione alle rivendicazioni sociali dei ceti operai e proletari, Sombart era considerato come appartenente all'estrema sinistra. Questo provocò una sorta di ostracismo nei suoi confronti, per cui – dopo un periodo come direttore giuridico della Camera di commercio di Brema - riuscì a trovare un posto di Professore Assistente solo nella lontana Università di Breslavia. Università prestigiose, quali Heidelberg e Friburgo lo ricercavano, ma i rispettivi governi si opponevano alla sua cooptazione.
In quel periodo Sombart era un eminente "marxiano", da intendersi non come marxista, ma come uno studioso che interpretava e riprendeva il pensiero di Karl Marx, tanto che Friedrich Engels lo definì l'unico professore tedesco che comprendeva Il Capitale.
Nel 1902 pubblicò in sei volumi la sua opera maggiore, Il Capitalismo Moderno (Der moderne Kapitalismus). In quest'opera Sombart coniò il termine capitalismo (che Marx, in effetti, non usò quasi mai preferendo sempre nei suoi scritti l'espressione 'modo di produzione capitalista').
Si tratta di una storia sistematica dell'economia e dello sviluppo economico attraverso i secoli, nei modi propri della Scuola storica tedesca.
Sebbene l'opera sia stata molto sminuita e in alcuni punti severamente criticata dagli economisti neo-classici, resta un'opera di riferimento con importanti ramificazioni verso, ad esempio la scuola delle Annales (Fernand Braudel).
Nel 1906 Sombart accettò l'offerta di una cattedra alla Scuola di Commercio (Handel-hochschule) di Berlino. Si trattava di un istituto inferiore all'Università di Breslavia, ma nella capitale Sombart poteva essere più vicino allo svolgimento dell'azione politica. 
A Berlino furono composti nuovi studi da affiancare al "Capitalismo Moderno", che analizzavano il lusso, la moda e la guerra come paradigmi economici. In particolare i primi due volumi sono lavori fondamentali sui rispettivi argomenti ancora ai giorni nostri. 
Nel 1906 comparve anche Perché non esiste il Socialismo negli Stati Uniti? (Warum gibt es in den Vereinigten Staaten keinen Sozialismus) che, per quanto sia stato criticato fin da allora, è lo studio classico sull'eccezionalismo americano.

### La fase centrale e la sociologia
Finalmente, nel 1917, Sombart divenne professore all'Università di Berlino che allora era la più prestigiosa università d'Europa, se non del mondo. Tenne la cattedra fino al 1931 e continuò l'insegnamento fino al 1940. In quel periodo fu uno dei sociologi più influenti al mondo, molto più del suo amico Max Weber, che in seguito lo superò in fama a tal punto che Sombart è praticamente dimenticato in questa disciplina.
Sombart sosteneva che la sociologia faceva necessariamente parte delle scienze Umane («Geisteswissenschaften») poiché trattava degli esseri umani e pertanto richiede una comprensione interiore, empatica (Verstehen) piuttosto che una comprensione esterna, oggettivante (Begreifen). Entrambi i verbi tedeschi «verstehen» e «begreifen» traducono l'italiano «capire», «comprendere». Questa concezione fu estremamente popolare quando Sombart era in vita, essendo all'opposto della "scientizzazione" delle scienze sociali (che era definita, in modo irridente, come "l'invidia della fisica") nel solco di Comte, Durkheim e Weber – tuttavia per quest'ultimo si tratta di un malinteso: Weber condivideva largamente le opinioni di Sombart sotto questo punto di vista.
L'approccio empatico al sapere di Sombart lo si ritrova anche nell'ermeneutica di Hans-Georg Gadamer. Anche l'ermeneutica si pone come una comprensione del mondo basata sul Verstehen – opponendosi alla scientizzazione del sapere. Questo può aiutare a comprendere il ritorno di interesse per Sombart da parte di certi circoli sociologici e talvolta filosofici.
Le principali opere di sociologia di Sombart sono raccolte nel volume Noo-Soziologie uscito postumo nel 1956.

### Gli ultimi anni e il Nazismo
Durante gli anni della Repubblica di Weimar, Sombart si spostò verso la destra politica con la sua teorizzazione di un "socialismo prussiano". La sua relazione con il Nazismo è aspramente dibattuta. La sua opera antropologica Vom Menschen del 1938 è sicuramente anti-nazista e, difatti, fu ostacolata dai nazisti nella pubblicazione e nella distribuzione.
Uno studio precedente, Gli Ebrei e la vita economica (Die Juden und das Wirtschaftsleben, 1911), è il parallelo del famosissimo L'Etica Protestante e lo Spirito del Capitalismo (Die Protestantische Ethik und der Geist des Kapitalismus) di Max Weber. Nell'opera di Sombart, invece dei collegamenti tra il protestantesimo (soprattutto il calvinismo) e il capitalismo, sono gli Ebrei che sono considerati il motore dello sviluppo economico. Questo libro fu considerato all'epoca come filosemita, ma diversi studiosi ebraici contemporanei lo descrivono come antisemita, almeno nei suoi effetti. 
L'atteggiamento di Sombart verso il Nazismo, è spesso paragonato a quello di Martin Heidegger e a quello del suo giovane amico Carl Schmitt. Tuttavia, per questi due l'adesione al Regime era stata fatta con l'idea di assumere un ruolo guida nelle rispettive discipline nel futuro del Terzo Reich. In seguito, il loro individualismo alienò loro i favori del partito al potere fino ad espellerli dalle posizioni di potere accademico inizialmente acquisite. Il caso di Sombart è invece molto più sfumato. 
È certo che le lezioni di Sombart erano seguite da numerosi studenti ebrei, mediamente più che in altri corsi universitari. La maggior parte di questi allievi non condannarono il loro professore nel dopoguerra. È però altrettanto appurato che Sombart non fu mai un oppositore al regime, né tanto meno un attivista della Resistenza.

### Sombart nel ventunesimo secolo
Una stima oggettiva dell'importanza e dell'influenza di Sombart oggi è resa difficile dall'accusa di adesione al regime nazista. D'altra parte, anche a causa dei suoi lavori iniziali filosocialisti, Sombart era osteggiato dai circoli borghesi, particolarmente in Germania. 
Il suo Capitalismo Moderno è considerato come una pietra miliare della storia economica ed un'opera che ha avuto una grande influenza, per quanto sia stato molto criticato in certi aspetti.
Intuizioni fondamentali della sua opera di economista furono la scoperta - confermata - dello sviluppo della partita doppia come precondizione fondamentale del capitalismo e lo studio interdisciplinare della città, cioè gli studi urbanistici.
Sombart coniò anche la parola e il concetto di distruzione creatrice, che divenne una componente fondamentale della teoria dell'innovazione di Joseph Schumpeter (in effetti Schumpeter prese molto da Sombart, anche se non sempre riconobbe pienamente il suo debito).
Le correnti dominanti della sociologia lo considerano una figura minore, così come la sua teoria sociologica è reputata una stravaganza. La sociologia filosofica e i culturologi che si riferiscono alla sua opera, insieme agli economisti eterodossi, mostrano invece un interesse maggiore per la sua opera.
Sombart è sempre stato molto popolare in Giappone; negli Stati Uniti d'America invece non ha mai avuto adeguato credito e riconoscimento, anche perché la maggior parte delle sue opere non è mai stata tradotta in inglese - oltre al noto saggio Perché non c'è il Socialismo in America, che è anche la sua opera ivi più conosciuta e apprezzata.

## Opere
- Sombart, Werner (1906): Das Proletariat. Bilder und Studien. Die Gesellschaft, vol. 1. Berlin: Rütten & Loening.
- Sombart, Werner (1906): Warum gibt es in den Vereinigten Staaten keinen Sozialismus? Tübingen: Mohr.
- Sombart, Werner (1911): Die Juden und das Wirtschaftsleben. Leipzig: Duncker & Humblot. trad.ital. in III vol. Gli Ebrei e la vita economica, Edizioni di Ar, Padova 1980-2020
- Sombart, Werner: Der moderne Kapitalismus. Historisch-systematische Darstellung des gesamteuropäischen Wirtschaftslebens von seinen Anfängen bis zur Gegenwart. Final edn. 1916, repr. 1969, paperback edn. (3 vols. in 6): 1987 Munich: dtv. Nuova trad.ital. Il Capitalismo moderno, Ledizioni, Milano 2020
- Sombart Werner (1913): Der Bourgeois, Monaco-Lipsia, 1913. Trad. ital. Il Borghese, Longanesi, Milano 1978 Sombart, Werner (1921):  Luxus und Kapitalismus. München: Duncker & Humblot, 1922.
- Sombart, Werner (1934): Deutscher Sozialismus. Charlottenburg: Buchholz & Weisswange.  trad. ital. Il socialismo tedesco, Vallecchi, Firenze 1941 e Il Corallo, Padova 1981.
- Sombart, Werner (1938): Vom Menschen. Versuch einer geisteswissenschaftlichen Anthropologie. Berlin: Duncker & Humblot. Trad.ital. Sull’uomo, Armando Editore, Roma 2016
- Sombart, Werner (1956): Noo-Soziologie. Berlin: Duncker & Humblot.

### Edizioni on-line
- (DE) Werner Sombart, Proletarische Sozialismus. Die Bewegung, Jena, Fischer, 1924. URL consultato il 25 giugno 2015.
- (DE) Werner Sombart, Proletarische Sozialismus. Die Lehre, Jena, Fischer, 1924. URL consultato il 25 giugno 2015.
- (DE) Werner Sombart, Europäische Wirtschaftsleben im Zeitalter des Frühkapitalismus. 1, München und Leipzig, Duncker & Humblot, 1928. URL consultato il 25 giugno 2015.
- (DE) Werner Sombart, Europäische Wirtschaftsleben im Zeitalter des Frühkapitalismus. 2, München und Leipzig, Duncker & Humblot, 1928. URL consultato il 25 giugno 2015.
- (DE) Werner Sombart, Vorkapitalistische Wirtschaft. 1, München und Leipzig, Duncker & Humblot, 1928. URL consultato il 25 giugno 2015.
- (DE) Werner Sombart, Vorkapitalistische Wirtschaft. 2, München und Leipzig, Duncker & Humblot, 1928. URL consultato il 25 giugno 2015.
- (DE) Werner Sombart, Wirtschaftsleben im Zeitalter des Hochkapitalismus. 1, München und Leipzig, Duncker & Humblot, 1928. URL consultato il 25 giugno 2015.
- (DE) Werner Sombart, Wirtschaftsleben im Zeitalter des Hochkapitalismus. 2, München und Leipzig, Duncker & Humblot, 1928. URL consultato il 25 giugno 2015.